# Nangpa La
Nangpa La (el. 5,806 m hay 19.050 ft) là một ngọn đèo núi băng qua dãy Himalaya và biên giới Nepal và Khu tự trị Tây Tạngị một vài km về phía tây Cho Oyu và khoảng 30 km (20 dặm) về phía tây bắc của núi Everest. Một đường mòn rộng một foot qua Nangpa La là con đường thương mại và hành hương truyền thống kết nối người Tây Tạng và người Sherpa của Khumbu. Đây là nơi xảy ra vụ nổ súng Nangpa La năm 2006.
Từ này qua phần Mahalangur của Himalaya kéo dài về phía đông qua Cho Oyu, Gyachung Kang, Everest, Ama Dablam và Makalu đến hẻm núi của sông Arun. Himalaya Rolwaling bao gồm Gauri Sankar và Melungtse tăng tây và tây nam đèo.
Năm 2006, lính biên phòng Trung Quốc Cảnh sát vũ trang nhân dân (PAP) đã nổ súng vào 75 người tị nạn Tây Tạng không mang vũ khí khi họ đi qua tuyết eo sâu trong các vụ nổ súng Nangpa La, giết chết nhà sư nữ 17 tuổi Kelsang Namtso và dẫn đến sự biến mất của một thêm 17 người tị nạn. Mặc dù Trung Quốc đã cố gắng ém nhẹm vụ này, một số nhà leo núi nước ngoài tại các căn cứ trên Cho Oyu đã có thể quay video và chụp ảnh tình hình như nó mở ra và các sự kiện đã thu hút quốc tế lên án rộng rãi khi những hình ảnh này được tung ra cho thế giới bên ngoài.